# Рокплан, Нестор
Несто́р Рокпла́н (фр. Nestor Roqueplan); настоящее имя Луи́-Викто́р-Несто́р Рокопла́н (фр. Louis-Victor-Nestor Rocoplan; 14 сентября 1805, Монреаль, Од — 24 апреля 1870, Париж) — французский журналист, редактор «Le Figaro», директор нескольких парижских театров. Отдельно изданы его «Nouvelles à la main», «Regain de la vie parisienne» (1853), «Les coulisses de l’Opéra» (1855).
Происходил из известной французской семьи деятелей искусств.

## Молодость и карьера
Родился недалеко от Монреаля, и был младшим братом художника-романтика Камиля Рокплана. Он первый отучился в Марселе, где он завершил свое среднее образование в области права, но в 1825 году он переехал в Париж, где был в состоянии опубликовать несколько литературных эссе, и присоединился к Le Figaro в 1827 году, став его главным редактором с Виктором Боэном, который купил газету в этом году за 30000 франков.
Рокплан считался денди, остроумным и едким как писатель. Он был фокусником-любителем, и примерно в 1830 году изобрел шелковую тесьму на брючных швах, которая стала очень модной. Он писал как критик, и в 1833 году он сражался на дуэли с полковником Галлуа, который был оскорблен статьёй в Le Figaro Рокплан был ранен, но выздоровел.
Рокеплан также служил театральным директором в Театре дю Пантеон, в Театре Нуво, а с 1841 по 1847 год – в Театре Варьете.